# Анже-6 (кантон)
Анже-6 (фр. Angers-6) — кантон во Франции, находится в регионе Пеи-де-ла-Луар, департамент Мен и Луара. Входит в состав округа Анже.

## История
Кантон Анже-6 был создан в 1973 году и упразднен в 1985 году. В результате административной реформы 2015 года кантон Анже-6 был вновь образован; в его состав вошли часть города Анже, отдельные коммуны упраздненных кантонов Анже-Эст, Анже-Нор-Эст, Дюрталь, Сеш-сюр-ле-Луар, а также две коммуны кантона Тьерсе.
С 1 января 2016 года состав кантона изменился: коммуны Бово, Жарзе, Люэ-ан-Божуа и Шомон-д'Анжу образовали новую коммуну Жарзе-Виллаж; коммуны Пеллуай-ле-Винь и Сен-Сильвен-д'Анжу – новую коммуну Верьер-ан-Анжу.
С 1 января 2019 года коммуны Лезинье и Юйе образовали новую коммуну Юйе-Лезинье; коммуны Вильвек и Сусель – новую коммуну Рив-дю-Луар-ан-Анжу.

## Состав кантона с 1 января 2019 года
В состав кантона входят коммуны (население по данным Национального института статистики за 2020 г.):
- Анже (7 592 чел., восточные кварталы)
- Верьер-ан-Анжу (7 534 чел.)
- Жарзе-Виллаж (2 766 чел.)
- Корзе (1 907 чел.)
- Корнийе-ле-Кав (471 чел.)
- Ла-Шапель-Сен-Ло (782 чел.)
- Марсе (836 чел.)
- Монтрёй-сюр-Луар (581 чел.)
- Рив-дю-Луар-ан-Анжу (5 642 чел.)
- Сен-Бартелеми-д’Анжу (9 207 чел.)
- Сермез (332 чел.)
- Сеш-сюр-ле-Луар (2 879 чел.)
- Юйе-Лезинье (1 318 чел.)

## Политика
На президентских выборах 2022 г. жители кантона отдали в 1-м туре Эмманюэлю Макрону 34,1 % голосов против 20,0 % у Жана-Люка Меланшона и 19,9 % у Марин Ле Пен; во 2-м туре в кантоне победил Макрон, получивший 67,1 % голосов. (2017 год. 1 тур: Эмманюэль Макрон – 27,1 %, Франсуа Фийон – 21,0 %, Жан-Люк Меланшон – 19,7 %, Марин Ле Пен – 16,2 %; 2 тур: Макрон – 73,8 %).
С 2015 года кантон в Совете департамента Мен и Луара представляют вице-мэр коммуны Сеш-сюр-ле-Луар Вероник Гукассов (Véronique Goukassow) и бывший мэр коммуны Верьер-ан-Анжу, депутат Национального собрания Франции Франсуа Жернигон (François Gernigon) (оба – Разные правые).
|                | Кандидаты                         | Партия                   | Первый тур | Первый тур     | Второй тур | Второй тур |
| Кол-во голосов | Кандидаты                         | Партия                   | % голосов  | Кол-во голосов | % голосов  |            |
| -------------- | --------------------------------- | ------------------------ | ---------- | -------------- | ---------- | ---------- |
|                | Вероник Гукассов Франсуа Жернигон | Разные правые            | 4 217      | 48,30          | 5 274      | 59,73      |
|                | Ален Пагано Сильви Широн Пенель   | Левый блок — Зелёные     | 3 135      | 35,91          | 3 555      | 40,27      |
|                | Марта Гифоло Бернар Лаонде        | Национальное объединение | 1 379      | 15,79          |            |            |

|                | Кандидаты                         | Партия                  | Первый тур | Первый тур     | Второй тур | Второй тур |
| Кол-во голосов | Кандидаты                         | Партия                  | % голосов  | Кол-во голосов | % голосов  |            |
| -------------- | --------------------------------- | ----------------------- | ---------- | -------------- | ---------- | ---------- |
|                | Вероник Гукассов Франсуа Жернигон | Правый блок             | 4 361      | 31,95          | 6 517      | 51,73      |
|                | Марк Бернарди Рашель Капрон       | Социалистическая партия | 3 827      | 28,04          | 6 081      | 48,27      |
|                | Виржини Бошен Бернар Лаонде       | Национальный фронт      | 3 092      | 22,65          |            |            |
|                | Паскаль Буало Дафна Равно         | Европа Экология Зелёные | 1 316      | 9,64           |            |            |
|                | Одиль Кокеро Адриен Фруен         | Коммунистическая партия | 1 054      | 7,72           |            |            |